# Notiphila phaea
Notiphila phaea är en tvåvingeart som beskrevs av Friedrich Georg Hendel 1914. Notiphila phaea ingår i släktet Notiphila och familjen vattenflugor.
Artens utbredningsområde är Taiwan. Inga underarter finns listade i Catalogue of Life.